# سوزان هادن
سوزان هادن (بالإنجليزية: Susan Hadden)‏ هي عالمة سياسة أمريكية، ولدت في 6 يونيو 1945، وتوفيت في 15 يناير 1995.